# Nicole et Frédéric
 (novembre 2019).
Si vous disposez d'ouvrages ou d'articles de référence ou si vous connaissez des sites web de qualité traitant du thème abordé ici, merci de compléter l'article en donnant les références utiles à sa vérifiabilité et en les liant à la section « Notes et références ».
Albums de Nicole Martin
La Première Nuit d'amour
Nicole et Frédéric est le 1er album de Nicole Martin, enregistré en duo avec le chanteur Frédéric Boudreau (duo Nicole et Frédéric). L'album est sorti en 1969 chez Disques Révolution et est enregistré au cabaret « Le Café de l’Est », à Montréal. La production du disque est assurée par Tony Roman tandis que Guy Cloutier se charge de la promotion.

## Liste des titres
| No  | Titre                                             | Paroles                                           | Musique                                     | Durée |
| --- | ------------------------------------------------- | ------------------------------------------------- | ------------------------------------------- | ----- |
| 1.  | Écoute dans le vent                               | Pierre Dorsay                                     | Bob Dylan                                   | 1 :48 |
| 2.  | Je t’aimerai                                      | Jean-Yves Gran                                    | Jean-Yves Gran                              | 2 :04 |
| 3.  | La terre promise                                  | Pierre Delanoë                                    | John Phillips                               | 2 :02 |
| 4.  | Cent fois plus de temps                           | Jean-Loup Chauby                                  | Bob du Pac                                  | 2 :46 |
| 5.  | Ah ! Vous dirais-je maman / Si le chapeau te fait | Colette Renard / Daniel Guérard et Donald Lautrec | G. Breton et Raymond Legrand / Pierre Nolès | 3 :35 |
| 6.  | Casatschok                                        | Boris Rubaschkin                                  | Tony Perdone                                | 3 :04 |
| 7.  | Il ne faut pas pleurer                            | Gilles Brown                                      | Buck Owens                                  | 2 :38 |
| 8.  | Les petites choses                                | Tony Roman                                        | Sonny Bono et S. Kalfon                     | 2 :51 |
| 9.  | Tout est rose                                     | Mya Simille                                       | Éric Charden                                | 2 :55 |
| 10. | Homme tout petit                                  | Jean-Michel Rivat et Frank Thomas                 | Jean-Pierre Bourtayre                       | 2 :30 |
| 11. | Cœur en chômage                                   | Mouffe                                            | Robert Charlebois                           | 3 :39 |
| 12. | Playboy                                           | G. Thomas                                         | Pierre Laurendeau                           | 2 :33 |
| 13. | Aquarius / Let The Sunshine In                    | James Rado et Gerome Ragni                        | Galt MacDermot                              | 4 :46 |

## Singles extraits de l'album
- Playboy
- Écoute dans le vent

## Crédits
- Production : Tony Roman
- Promotion : Guy Cloutier
- Photographies : Michel Bigué
- Distribution : Disques Capitol Records